# Segunda División de España 1989-90
La temporada 1989–90 de la Segunda División de España de fútbol corresponde a la 59ª edición del campeonato y se disputó entre el 3 de septiembre de 1989 y el 27 de mayo de 1990 en su fase regular. Posteriormente se disputó la promoción de ascenso entre el 2 de junio y el 10 de junio
El campeón de Segunda División fue el Real Burgos CF.

## Sistema de competición
La Segunda División de España 1989/90 fue organizada por la Liga de Fútbol Profesional (LFP).
El campeonato contó con la participación de 20 clubes y se disputó siguiendo un sistema de liga, de modo que todos los equipos se enfrentaron entre sí, todos contra todos en dos ocasiones -una en campo propio y otra en campo contrario- sumando un total de 38 jornadas. El orden de los encuentros se decidió por sorteo antes de empezar la competición.
Los dos primeros clasificados ascendieron directamente a Primera División, mientras que el tercer y cuarto clasificado disputaron la promoción de ascenso ante el decimoséptimo y decimoctavo clasificado de la máxima categoría en eliminatorias directas a doble partido.
Los cuatro últimos clasificados descendieron directamente a Segunda División B.

## Clubes participantes
| Datos de ascensos y descensos con respecto a la temporada anterior |
| --- |
| RCD Español, Real Betis, Real Murcia CF y Elche CF descienden de Primera División. CD Castellón, AD Rayo Vallecano, CD Tenerife y RCD Mallorca ascienden a Primera División. Barcelona Atlético, UD Alzira, UE Lleida y CFJ Mollerussa descienden a Segunda División B. Atlético Madrileño, Bilbao Athletic, Levante UD y Palamós CF ascienden a Segunda División. |

| Equipo                                | Ciudad                     | Estadio                |
| ------------------------------------- | -------------------------- | ---------------------- |
| Atlético Madrileño Club de Fútbol     | Madrid                     | Vicente Calderón       |
| Real Betis Balompié                   | Sevilla                    | Benito Villamarín      |
| Bilbao Athletic Club                  | Bilbao                     | San Mamés              |
| Castilla Club de Fútbol               | Madrid                     | Ciudad Deportiva       |
| Real Club Deportivo de La Coruña      | La Coruña                  | Riazor                 |
| Sociedad Deportiva Eibar              | Éibar                      | Ipurúa                 |
| Elche Club de Fútbol                  | Elche                      | Manuel Martínez Valero |
| Real Club Deportivo Español           | Barcelona                  | Sarriá                 |
| Unió Esportiva Figueres               | Figueras                   | Municipal de Vilatenim |
| Unión Deportiva Las Palmas            | Las Palmas de Gran Canaria | Insular                |
| Levante Unión Deportiva               | Valencia                   | Nou Estadi             |
| Real Murcia Club de Fútbol            | Murcia                     | La Condomina           |
| Palamós Club de Fútbol                | Palamós                    | Municipal              |
| Real Racing Club de Santander         | Santander                  | El Sardinero           |
| Real Burgos Club de Fútbol            | Burgos                     | El Plantío             |
| Real Club Recreativo de Huelva        | Huelva                     | Estadio Colombino      |
| Centre d'Esports Sabadell Futbol Club | Sabadell                   | Nova Creu Alta         |
| Unión Deportiva Salamanca             | Salamanca                  | Helmántico             |
| Sestao Sport Club                     | Sestao                     | Las Llanas             |
| Xerez Club Deportivo                  | Jerez de la Frontera       | Chapín                 |

## Clasificación
| Pos. | Equipo                         | Pts. | PJ | G  | E  | P  | GF | GC | Dif. | Clasificación                 |
| ---- | ------------------------------ | ---- | -- | -- | -- | -- | -- | -- | ---- | ----------------------------- |
| 1    | Real Burgos C. F. (C, A)       | 50   | 38 | 18 | 14 | 6  | 53 | 24 | +29  | Ascenso a Primera División    |
| 2    | Real Betis (A)                 | 47   | 38 | 16 | 15 | 7  | 44 | 29 | +15  | Ascenso a Primera División    |
| 3    | Bilbao Athletic                | 45   | 38 | 15 | 15 | 8  | 50 | 36 | +14  |                               |
| 4    | R. C. Deportivo La Coruña      | 44   | 38 | 19 | 6  | 13 | 45 | 38 | +7   | Acceso a Promoción de ascenso |
| 5    | R. C. D. Español (A)           | 42   | 38 | 15 | 12 | 11 | 50 | 33 | +17  | Acceso a Promoción de ascenso |
| 6    | U. D. Las Palmas               | 40   | 38 | 15 | 10 | 13 | 42 | 37 | +5   |                               |
| 7    | C. E. Sabadell F. C.           | 40   | 38 | 13 | 14 | 11 | 41 | 39 | +2   |                               |
| 8    | Palamós C. F.                  | 40   | 38 | 13 | 14 | 11 | 29 | 39 | −10  |                               |
| 9    | Real Murcia C. F.              | 38   | 38 | 13 | 12 | 13 | 38 | 39 | −1   |                               |
| 10   | Xerez C. D.                    | 38   | 38 | 11 | 16 | 11 | 26 | 31 | −5   |                               |
| 11   | Sestao S. C.                   | 36   | 38 | 13 | 10 | 15 | 33 | 32 | +1   |                               |
| 12   | U. E. Figueres                 | 36   | 38 | 12 | 12 | 14 | 37 | 47 | −10  |                               |
| 13   | U. D. Salamanca                | 36   | 38 | 14 | 8  | 16 | 35 | 33 | +2   |                               |
| 14   | Elche C. F.                    | 36   | 38 | 12 | 12 | 14 | 39 | 41 | −2   |                               |
| 15   | Levante U. D.                  | 36   | 38 | 9  | 18 | 11 | 34 | 43 | −9   |                               |
| 16   | S. D. Eibar                    | 34   | 38 | 11 | 12 | 15 | 35 | 42 | −7   |                               |
| 17   | Racing de Santander (D)        | 33   | 38 | 11 | 11 | 16 | 32 | 36 | −4   | Descenso a Segunda División B |
| 18   | Castilla C. F. (D)             | 31   | 38 | 11 | 9  | 18 | 36 | 44 | −8   | Descenso a Segunda División B |
| 19   | R. C. Recreativo de Huelva (D) | 29   | 38 | 12 | 5  | 21 | 39 | 56 | −17  | Descenso a Segunda División B |
| 20   | Atlético Madrileño (D)         | 29   | 38 | 8  | 13 | 17 | 33 | 52 | −19  | Descenso a Segunda División B |

 Fuente: BDFútbol
Criterios de clasificación: Puntos · Enfrentamientos directos · Diferencia de goles · Goles a favor · Play-off
Notas:
1. ↑  El Bilbao Athletic no jugó la promoción de ascenso a primera división por ser filial del Athletic Club que jugaba en Primera División.

## Resultados
| Local \ Visitante          | ATM | BET | BIL | CAS | DEP | EIB | ELC | ESP | FIG | LAS | LEV | MUR | PAL | RAC | RBU | REC | SAB | SAL | SES | XER |
| -------------------------- | --- | --- | --- | --- | --- | --- | --- | --- | --- | --- | --- | --- | --- | --- | --- | --- | --- | --- | --- | --- |
| Atlético Madrileño         | —   | 2–1 | 0–1 | 1–0 | 1–3 | 2–0 | 0–1 | 2–1 | 1–1 | 2–0 | 1–1 | 4–1 | 2–2 | 1–3 | 1–1 | 2–2 | 2–2 | 2–0 | 1–1 | 0–0 |
| Real Betis                 | 1–0 | —   | 2–3 | 1–0 | 1–0 | 1–1 | 2–0 | 1–0 | 2–0 | 1–0 | 0–0 | 1–1 | 1–0 | 0–0 | 0–0 | 3–1 | 1–1 | 1–0 | 1–1 | 0–0 |
| Bilbao Athletic            | 1–1 | 0–0 | —   | 0–0 | 1–0 | 2–0 | 2–2 | 1–0 | 4–0 | 3–1 | 1–0 | 3–1 | 1–2 | 3–3 | 1–1 | 3–1 | 1–1 | 0–0 | 0–1 | 3–0 |
| Castilla C. F.             | 4–0 | 3–1 | 0–1 | —   | 0–0 | 1–2 | 2–1 | 1–0 | 0–0 | 0–0 | 3–1 | 3–1 | 1–1 | 1–2 | 0–0 | 3–2 | 1–1 | 0–1 | 0–1 | 1–0 |
| R. C. Deportivo La Coruña  | 2–0 | 2–0 | 0–0 | 0–1 | —   | 0–1 | 1–0 | 2–3 | 1–1 | 2–1 | 1–0 | 1–0 | 2–0 | 1–0 | 1–1 | 4–3 | 1–0 | 3–0 | 1–0 | 2–1 |
| S. D. Eibar                | 2–1 | 1–3 | 1–1 | 2–0 | 0–1 | —   | 0–0 | 0–0 | 2–1 | 1–2 | 4–2 | 0–2 | 1–1 | 0–2 | 0–0 | 2–0 | 3–1 | 3–2 | 1–0 | 1–1 |
| Elche C. F.                | 0–0 | 2–2 | 3–1 | 2–3 | 3–1 | 0–0 | —   | 0–1 | 0–0 | 2–0 | 2–0 | 0–0 | 2–3 | 0–0 | 1–1 | 2–0 | 1–1 | 2–1 | 2–1 | 1–0 |
| R. C. D. Español           | 1–0 | 2–2 | 2–1 | 1–1 | 2–0 | 2–3 | 2–0 | —   | 0–1 | 2–1 | 6–0 | 1–1 | 2–0 | 1–0 | 4–1 | 4–0 | 3–0 | 0–1 | 1–0 | 0–0 |
| U. E. Figueres             | 2–1 | 1–1 | 2–0 | 3–1 | 1–1 | 1–1 | 4–2 | 1–0 | —   | 1–1 | 1–1 | 0–2 | 3–0 | 1–0 | 1–0 | 0–1 | 1–3 | 1–0 | 2–1 | 1–2 |
| U. D. Las Palmas           | 2–0 | 1–0 | 3–1 | 4–1 | 1–3 | 3–0 | 1–1 | 2–1 | 1–1 | —   | 1–1 | 1–0 | 0–0 | 1–0 | 0–0 | 2–1 | 1–0 | 3–1 | 0–1 | 0–1 |
| Levante U. D.              | 1–1 | 1–1 | 0–0 | 1–0 | 1–0 | 0–0 | 1–1 | 0–0 | 2–0 | 0–0 | —   | 2–0 | 1–0 | 3–0 | 1–3 | 1–1 | 1–0 | 1–2 | 2–0 | 1–4 |
| Real Murcia C. F.          | 1–0 | 0–1 | 2–2 | 1–0 | 0–2 | 1–0 | 1–0 | 1–2 | 1–4 | 0–1 | 2–2 | —   | 1–2 | 1–0 | 2–0 | 1–0 | 1–1 | 0–0 | 1–0 | 2–0 |
| Palamós C. F.              | 2–0 | 0–0 | 0–1 | 1–0 | 0–1 | 1–0 | 2–0 | 0–0 | 1–0 | 0–4 | 1–1 | 1–1 | —   | 1–0 | 1–1 | 1–3 | 1–0 | 0–0 | 1–0 | 0–0 |
| Racing de Santander        | 0–1 | 1–3 | 1–2 | 2–1 | 0–3 | 1–0 | 0–1 | 1–0 | 0–0 | 1–1 | 1–1 | 0–0 | 0–0 | —   | 0–0 | 1–2 | 4–0 | 1–0 | 0–1 | 3–0 |
| Real Burgos C. F.          | 4–0 | 1–0 | 0–0 | 3–0 | 3–0 | 0–0 | 2–1 | 4–1 | 5–0 | 3–0 | 0–1 | 2–1 | 6–0 | 0–2 | —   | 1–0 | 2–1 | 1–0 | 2–0 | 1–0 |
| R. C. Recreativo de Huelva | 2–1 | 2–1 | 1–0 | 3–1 | 1–0 | 2–2 | 0–2 | 1–1 | 1–0 | 1–0 | 1–1 | 0–1 | 0–1 | 1–2 | 1–2 | —   | 2–0 | 1–2 | 2–1 | 0–1 |
| C. E. Sabadell F. C.       | 2–0 | 0–2 | 2–1 | 0–0 | 4–0 | 1–0 | 0–2 | 1–1 | 2–1 | 2–1 | 3–1 | 2–2 | 2–0 | 1–1 | 0–0 | 3–0 | —   | 0–0 | 1–0 | 0–0 |
| U. D. Salamanca            | 4–0 | 1–1 | 0–2 | 1–3 | 2–0 | 1–0 | 1–0 | 1–1 | 2–0 | 3–0 | 1–0 | 0–0 | 1–1 | 3–0 | 2–0 | 2–0 | 0–1 | —   | 0–1 | 0–2 |
| Sestao S. C.               | 0–0 | 0–2 | 2–2 | 2–0 | 2–2 | 2–1 | 3–0 | 2–2 | 4–0 | 0–0 | 1–1 | 1–1 | 0–1 | 1–0 | 0–1 | 1–0 | 0–1 | 1–0 | —   | 0–0 |
| Xerez C. D.                | 0–0 | 1–3 | 1–1 | 1–0 | 3–1 | 1–0 | 2–0 | 0–0 | 0–0 | 0–2 | 0–0 | 0–4 | 1–1 | 0–0 | 1–1 | 1–0 | 1–1 | 1–0 | 0–1 | —   |

## Promoción de ascenso
En la promoción de ascenso jugaron RC Deportivo de La Coruña y RCD Español como cuarto y quinto clasificado de Segunda División, ya que el tercer clasificado fue el Bilbao Athletic que no podía ascender. Sus rivales fueron CD Málaga y CD Tenerife como decimoséptimo y decimoctavo clasificado de Primera División.
La promoción se jugó a doble partido a ida y vuelta con los siguientes resultados:
| 2 de junio de 1990 | RCD Español | 1:0     | CD Málaga | Estadio de Sarriá, Barcelona                                              |                                                                           |
|                    | Gabino 76'  | Reporte |           | Asistencia: 37.000 espectadores Árbitro(s): Raúl García de Loza (Gallego) | Asistencia: 37.000 espectadores Árbitro(s): Raúl García de Loza (Gallego) |

| 10 de junio de 1990                                 | CD Málaga | 1:0     | RCD Español | Estadio La Rosaleda, Málaga                                              |                                                                          |
|                                                     | Rivas 47' | Reporte |             | Asistencia: 45.000 espectadores Árbitro(s): Urío Velázquez (Guipuzcoano) | Asistencia: 45.000 espectadores Árbitro(s): Urío Velázquez (Guipuzcoano) |
| Gana el RCD Español por 5-6 en la tanda de penaltis |           |         |             |                                                                          |                                                                          |

| Asciende a Primera División RCD Español |

| 2 de junio de 1990 | CD Tenerife | 0:0     | RC Deportivo de La Coruña | Estadio Heliodoro Rodríguez López, Santa Cruz de Tenerife                            |                                                                                      |
|                    |             | Reporte |                           | Asistencia: 20.000 espectadores Árbitro(s): Joaquín Ramos Marcos (Castellano-leonés) | Asistencia: 20.000 espectadores Árbitro(s): Joaquín Ramos Marcos (Castellano-leonés) |

| 10 de junio de 1990 | RC Deportivo de La Coruña | 0:1     | CD Tenerife | Estadio de Riazor, La Coruña                                            |                                                                         |
|                     |                           | Reporte | Eduardo 13' | Asistencia: 35.000 espectadores Árbitro(s): Enríquez Negreira (Catalán) | Asistencia: 35.000 espectadores Árbitro(s): Enríquez Negreira (Catalán) |

| Permanece en Primera División CD Tenerife |

## Trofeo Pichichi
Trofeo que otorga el Diario Marca al máximo goleador de la Segunda División.
| #  | Jugador       | Equipo              | Goles |
| -- | ------------- | ------------------- | ----- |
| 1º | Pepe Mel      | Real Betis Balompié | 22    |
| 2º | Manolo Peña   | Real Burgos CF      | 16    |
| 3º | Aquino        | Real Murcia         | 15    |
| 4º | Moska         | Bilbao Athletic     | 14    |
| 5º | Predrag Jurić | Real Burgos CF      | 12    |
|    | Gabino        | RCD Español         | 12    |
| 7º | Ramalho       | Levante UD          | 12    |
|    | Comas         | Real Murcia         | 12    |
| 9º | Vidal         | UD Las Palmas       | 10    |
|    | Magdaleno     | Real Burgos CF      | 10    |
|    | Joan Barbará  | CE Sabadell FC      | 10    |

## Otros premios

### Trofeo Zamora
Miguel Bastón, guardameta del Real Burgos CF, consiguió el trofeo al portero menos goleado encajando 24 goles en 38 partidos (0,63). Para optar al premio fue necesario disputar 60 minutos en, como mínimo, 28 partidos.

## Resumen
Campeón de Segunda División:
| - Real Burgos Club de Fútbol |

Ascienden a Primera División:
| - Real Burgos Club de Fútbol | - Real Betis Balompié | - Real Club Deportivo Español |

Descienden a Segunda División B: 
| - Real Racing Club de Santander | - Castilla Club de Fútbol | - Real Club Recreativo de Huelva | - Atlético Madrileño Club de Fútbol |